# Für alle
Für alle är en samling humorföretelser skapad av Peter Wahlbeck, Mikael Ericsson och Ockie Nidsjö.

## Music für alle
Trion inledde med projektet Music für alle som spelades in under vintern 1994, i Mikael Ericssons ateljé i Sperlingsholm, med en enkel bandspelare med åtta kanaler. CDn, med undertiteln “28 hits and one million dollars to the poor", släpptes 12 maj 1994 på ett releaseparty på Kulturhuset i Halmstad.

### Låtlista
CD-skivan innehåller 15 spår.
- Music für alle
- Bakom basistens bas
- Baby animal
- Pullan
- Ullared
- PG
- Disco duck
- Kåkarnas kung
- I lastbilsåkeriets ägares ögon
- Det låg inte vår i luften
- En egen lägenhet
- Politician
- Arbetslös
- Mysigt liv
- Trum trum

## Film für alle
Music für alle följdes senare samma år upp med musikvideon Film für alle som var en köpvideokassett med videoversioner av flera låtar från CD-skivan men även filmupptagningar från Peter Wahlbecks turnéliv gjorda av Mikael Ericsson.

## TV für alle
13 september 1995 hade tv-serien TV für alle premiär på ZTV. Serien bestod av 12 avsnitt, skrivna och regisserade av Peter Wahlbeck och Mikael Ericsson.

## Kalender für alle
Inför julen 1996 fick Peter Wahlbeck och Mikael Ericsson frågan från ZTV om att göra en julkalender, vilket resulterade i Kalender für alle som sändes i 24 avsnitt under december månad.

## Bank für alle
Våren 2003 återkom Peter Wahlbeck och Mikael Ericsson med ett nytt projekt, denna gång för Sveriges Television. Bank für alle spelades in i det gamla postkontoret i Kvibille.
Handlingen kretsar kring taxichauffören Dragan, spelad av Peter Wahlbeck, som har ärvt Harrys Bank.

### Medverkande i urval
- Peter Wahlbeck - Dragan, Manolito, Hasse-Klas
- Michael Reuter - ALU, Sailor Karlsson
- Ted Åström - Den gamla
- Hans Mosesson - Jörgen
- Mariann Rudberg - Ulla

## Bok für alle
Bok für alle gavs ut 2004 och är en bok med en blandning av dokumentära fotografier, teckningar, fotonoveller, TV-serier, teaterbilder och collage där, förutom Peter Wahlbeck bland annat Bingo Rimér och Lena Ackebo medverkat. Boken innehåller även 96 sidor tecknade serier av kända svenska serietecknare.

## Livet für alle
Under 2017 gjorde Peter Wahlbeck en podd på Sveriges Radio P4 som heter Livet für alle och som består av nio avsnitt.